# Македонска правда
„Македонска правда“ с подзаглавие Орган на македонската емиграция е български вестник, седмичник, орган на македонските емигранти в България.
Излиза в тираж 8000 броя. Печата се в печатница „Книпеграф“. До 11 брой на вестника главен негов редактор е Димитър Попевтимов, от 12 до 15 няма обозначен редактор, а от 16 брой е Илия К. Граматиков. Вестникът има за задача да пропагандира идеята за Балканска федерация. След смяната на редактора от 12 си брой вестникът заема протогеровистки позиции. Посреща добре Деветнадесетомайския преврат в 1934 година.